# Michael Schwarze (Romanist)
Michael Schwarze  (* 1965) ist ein deutscher Romanist.

## Leben
Von Oktober 1984 bis Dezember 1992 studierte er Französisch, Geschichte und Italienisch (Lehramt, Sekundarstufen II und I) in Konstanz, Rouen und Köln (Note der ersten Staatsprüfung: „sehr gut“). Von Dezember 1992 bis Oktober 1997 war er Assistent der Geschäftsführung am Romanischen Seminar der Universität zu Köln. Von November 1997 bis Juli 2002 war er wissenschaftlicher Mitarbeiter am Lehrstuhl für Romanische Literaturwissenschaft I (Winfried Wehle) der KU Eichstätt-Ingolstadt. Nach seiner Promotion im Juni 2002 zum Dr. phil. mit der Dissertation Generische Wahrheit. Höfischer Polylog im Werk Jean Froissarts (Note: summa cum laude) war er von August 2002 bis Februar 2007 Assistent am Lehrstuhl für Romanische Literaturwissenschaft I (Winfried Wehle) der Katholischen Universität Eichstätt-Ingolstadt. Von März 2007 bis September 2009 lehrte er als Assistenz-Professor/außerordentlicher Professor am Institut für Romanistik der Universität Klagenfurt. Nach der Habilitation im April 2008 mit einer Habilitationsschrift zum Thema Sprachen der Absenz. Literatur der Moderne in Italien (1919–1943) (Elise-Richter-Preis des Deutschen Romanistenverbands 2009) vertrat er von September 2009 bis September 2010 die W3-Professur für Romanische Literaturen mit dem Schwerpunkt Italienische Literatur an der Universität Konstanz. Im Oktober 2010 nahm er den Ruf auf die Professur für Romanische Literaturen mit dem Schwerpunkt Italienische Literatur an der Universität Konstanz an. Von 2015 bis 2019 war er Dekan der Geisteswissenschaftlichen Sektion der Universität Konstanz. Von Oktober 2019 bis April 2020 war er Sprecher der Binational School of Education (BiSE) an der Universität Konstanz. 2021 wurde Michael Schwarze zum Prorektor für Studium und Lehre der Albert-Ludwigs-Universität Freiburg gewählt und ist seit Mai 2021 im Amt.
Seine Forschungsschwerpunkte sind historische Semantik, literarische Anthropologie, Gattungstheorie und -geschichte, Literatur und Geschichtsschreibung des Spätmittelalters (Dante Alighieri, Jean Froissart, Guillaume de Machaut), Literatur des Absenz im primo ‘900 und Erzählliteratur der 20. Jahrhunderts in Frankreich und Italien. Seine aktuellen Projekte sind die Autorenschaft und Autorität im Spätmittelalter sowie die Referenzbildung in postmodernen Geschichtsromanen.

## Schriften (Auswahl)
- Generische Wahrheit. Höfischer Polylog im Werk Jean Froissarts. Stuttgart 2003, ISBN 3-515-08244-1.
- als Herausgeber mit Marc Föcking: Una gente di lingua, di memorie e di cor. Italienische Literatur und schwierige nationale Einheit von Machiavelli bis Wu Ming. Heidelberg 2015, ISBN 3-8253-6399-6.
- als Herausgeber mit Susanne Friede: Autorschaft und Autorität in den roma-nischen Literaturen des Mittelalters. Berlin 2015, ISBN 3-8253-6399-6.
- als Herausgeber mit Axel Rüth: Erfahrung und Referenz. Erzählte Geschichte im 20. Jahrhundert. Paderborn 2016, ISBN 3-7705-5778-6.